# 톰 베이커
톰 베이커(Tom Baker, 1934년 1월 20일 ~ )는 잉글랜드의 배우이다.

## 출연 작품
- 세이빙 산타 (2013)
- 리틀 브리튼 USA (2008)
- 0시를 향하여 (2007)
- 두갈 : 마법의 회전목마 (2005)
- 리틀 브리튼 (2003)
- 던전 드래곤 (2000)
- 신밧드의 대모험 (1973)
- 캔터베리 이야기 (1972)
- 니콜라스와 알렉산드라 (1971)
- 엔젤스 다이 하드 (1970)
- 사랑과 분노 (1969)
- Z 카스 (1962)